# Martin Marklund
Martin Marklund, född 10 juni 1970 i Vänersborg, är en svensk kreatör, copywriter och författare. 
Martin Marklund är utbildad civilekonom från Handelshögskolan i Göteborg och har gått på Berghs reklamskola
Marklund är en av Sveriges mest belönade copywriters. Han var med och startade Storåkers McCann 1989 tillsammans med bland andra Michael Storåkers. Marklund inledde sin karriär med att få Kycklingstipendiet och vinna guldägg i film för internetföretaget Spray. Samma år vann han Guld i Eagle Awards New York för att ha skapat världens mest effektiva reklamkampanj.
Martin Marklund ligger bakom framtagandet av följetongen Telia-reklamen. Han har skrivit manus till ett 60-tal Telia-filmer samt varit med och regisserat. Andra kampanjer som han varit med och skapat är Djuice, Skandiabanken och Expressens TV-guide.
Marklund är även känd för skapandet av karaktärerna Jacko & Alejandro Fuentes Bergström tillsammans med Petrus Kukulski. Jacko är en karaktär med en TV-serie med samma namn som gått på MTV Norden och flera andra länder i Europa.
Alejandro Fuentes Bergström är en chilensk apa som håller på med sitt hemmakontor och är besatt av ordning, reda och mappar. Alejandro Fuentes Bergström förekom för första gången i piloten "Godnatt Jord" i humorserien Humorlabbet som visades på Sveriges Television under hösten 2006 och har sedan medverkat i Kristian Luuks Popcirkus. Martin Marklund och Petrus Kukulski belönades med utmärkelsen årets guldskrift 2008 för karaktären Alejandro.
Martin Marklund debuterade som författare med "21 hjälp till självstjälp" som marknadsfördes som marknadens första feel-bad-bok.
Martin Marklund arbetar numera som Creative Director på reklambyrån Honesty.